# Greg Behrendt
Gregory Paul Behrendt, dit Greg Behrendt, est un comédien et auteur de best-seller né le 21 juillet 1963 à San Francisco, connu entre autres pour ses one-man-shows. 

## Biographie
Gregory Behrendt est consultant de deux épisodes de Sex and the City en 2001, et coécrit les bestsellers He's Just Not That Into You et It's Called a Breakup Because It's Broken pour le New York Times.
Il fait quelques apparitions régulières aux The Tonight Show et Late Night with Conan O'Brien. Ses one-man-shows Greg Behrendt is Uncool apparaissent sur la chaîne Comedy Central en janvier 2006. En juin de la même année, il fait quelques apparitions lors du Celebrity Poker Showdown, où il joue pour le compte d'une œuvre de charité contre la violence domestique.
Greg fait partie d'un groupe de stand-up et improvisateurs de San Francisco Crash and Burn, dont faisait partie Margaret Cho.
Greg fait ses premières parties de soirée dans un talk show, The Greg Behrendt Show le mardi 12 septembre 2006, jusqu'à ce que Sony Pictures Television en annonce la fin en janvier 2007. Il n'y eut qu'une seule saison, et les dernières émissions eurent lieu en février 2007.
Il enregistre quelques émissions d'entre-deux saisons, les Greg Behrendt's Wake-Up Call pour la chaîne ABC, qui ne sont jamais diffusées.
Greg Behrendt vit actuellement à Los Angeles avec son épouse Amiira Ruotola-Behrendt et leurs deux enfants.